# نیکی کریمی
نیکی کریمی (زادهٔ ۱۹ آبان ۱۳۵۰) بازیگر و فیلم‌ساز ایرانی است. او یکی از تأثیرگذارترین هنرمندان سینما پس از انقلاب ۱۳۵۷ است که در فیلم‌های مهمی نقش‌آفرینی کرده و با کسب جوایز متعدد از جشنواره‌های گوناگون بین‌المللی از موفق‌ترین هنرمندان سینمای ایران از لحاظ تعداد جوایز جهانی نیز به‌شمار می‌رود.
نخستین نقش سینمایی کریمی در فیلم وسوسه (۱۳۶۸) ساختهٔ جمشید حیدری بود که توسط جمشید گرگین (از اقوام کریمی) به کارگردان معرفی شد. او سال بعد با ایفای نقش در فیلم پرفروش عروس (۱۳۶۹) برای نخستین بار نامزد دریافت سیمرغ بلورین بهترین بازیگر نقش اول زن جشنوارهٔ فیلم فجر شد. عروس رکورد فروش را شکست و پرفروش‌ترین فیلم سال شد و وی را در نوزده سالگی به ستاره بدل کرد. کریمی برای بازی در سارا (۱۳۷۱) موفق به دریافت جایزهٔ صدف نقره‌ای بهترین بازیگر زن از جشنوارهٔ بین‌المللی فیلم سن‌سباستین شد. او در بیست و یکمین دورهٔ جشنوارهٔ فیلم فجر نیز برندهٔ سیمرغ بلورین بهترین بازیگر زن برای فیلم دیوانه‌ای از قفس پرید (۱۳۸۱) و واکنش پنجم (۱۳۸۱) شد. کریمی علاوه بر بازیگری، چندین فیلم از جمله شیفت شب (۱۳۹۳) و آتابای (۱۳۹۸) را کارگردانی کرده است.
کریمی در جشنواره‌های مختلف داخلی و بین‌المللی فیلم به عنوان داور حضور داشته است. وی در سال ۲۰۰۷ از داوران بخش فیلم کوتاه شصتمین جشنوارهٔ فیلم کن فرانسه بود. او در زمینهٔ عکاسی و ترجمه کتاب نیز فعالیت داشته است. در سال ۲۰۱۷ کریمی در فهرست «۳۰ تن از زیباترین زنان جهان» از سوی وبگاه بازنت قرار گرفت.

## زندگی و فعالیت هنری
نیکی کریمی در ۱۹ آبان ۱۳۵۰ در تهران زاده شد. وی اصالتاً تفرشی است. او از دوران دبستان بازی در گروه‌های کوچک تئاتر را آغاز کرد. نخستین نقش سینمایی‌اش را در سال ۱۳۶۸ در فیلم وسوسه به کارگردانی جمشید حیدری به دست آورد. اما نخستین حضور جدی‌اش را می‌توان در فیلم عروس به کارگردانی بهروز افخمی در سال ۱۳۶۹ دانست. نیکی کریمی و ابوالفضل پورعرب را نخستین ستارگان سینمای ایران پس از انقلاب می‌دانند. پس از آن، وی در دو فیلم مهم از داریوش مهرجویی به نام‌های سارا و پری بازی کرد. در سال ۱۳۷۱ بازی در فیلم سارا (اقتباسی از خانه عروسک اثر هنریک ایبسن) توانست برایش جایزه بهترین بازیگر زن جشنواره‌های سن سباستین و نانت را به ارمغان بیاورد. در همان سال برای تحصیل در رشته طراحی لباس به آمریکا رفت و تا زمان بازی در فیلم پری اثر داریوش مهرجویی به ایران بازنگشت. بازی کریمی در این فیلم که اقتباسی از کتاب فرنی و زویی اثر سلینجر بو، مورد توجه قرار گرفت و او برای بار سوم در جشنوارهٔ فیلم فجر نامزد سیمرغ بلورین شد.
پس از بازی در چند فیلم از کارگردانانی چون ابراهیم حاتمی‌کیا، بهروز افخمی و داریوش فرهنگ در سال ۱۳۷۷ در فیلم دو زن به کارگردانی تهمینه میلانی بازی کرد. نیکی کریمی با بازی در این فیلم، به بازیگر ثابت چند فیلم بعدی تهمینه میلانی تبدیل شد و این همکاری تا فیلم واکنش پنجم ادامه یافت. وی برای پنجمین بار برای فیلم دو زن نامزد دریافت سیمرغ بلورین جشنوارهٔ فیلم فجر شد اما برای واکنش پنجم توانست سیمرغ بلورین بهترین بازیگر نقش اول زن را کسب کند. او همچنین جایزه بهترین بازیگر زن را به خاطر بازی در دو زن از جشنواره تائورمینا ایتالیا گرفت.
کریمی پس از اینکه دستیار کارگردانی عباس کیارستمی را در فیلم ای‌بی‌سی آفریقا بر عهده گرفت، در سال ۱۳۸۰ فیلم کوتاه مستندی با عنوان داشتن یا نداشتن ساخت که به موضوع زوج‌های نابارور مراجعه‌کننده به کلینیک رویان می‌پرداخت. این مستند برنده جایزه باران شد. در سال ۱۳۸۱ در دو فیلم دیوانه‌ای از قفس پرید به کارگردانی احمدرضا معتمدی و واکنش پنجم به کارگردانی تهمینه میلانی بازی کرد که به خاطر بازی در این دو فیلم جایزه سیمرغ بلورین جشنواره فجر را گرفت. وی برای نخستین بار در فیلم باج خور اثر فرزاد مؤتمن در یک نقش خاکستری بازی کرد.
در سال ۱۳۸۳ نخستین فیلم بلندش به نام یک شب را کارگردانی کرد. این فیلم به خاطر شرایط ممیزی در ایران اکران نشد ولی در جشنواره‌های معتبر خارجی درخشید از جمله در جشنوارهٔ فیلم کن مورد توجه قرار گرفت. نیکی کریمی فیلم بعدی خود به نام چند روز بعد را در سال ۱۳۸۵ و در شرایطی ساخت که هنوز تکلیف اکران یک شب در هاله‌ای از ابهام قرار داشت. او بازیگر فیلم دوم خود نیز بود ولی باز این فیلم هم به خاطر مسائل ممیزی در ایران هنوز اکران نشده است.
در سال ۱۳۸۶ کریمی به عنوان یکی از داوران بخش فیلم‌های کوتاه جشنواره کن انتخاب شد و در کنار دومینیک مال از فرانسه، دبورا نادلمن لاندیس از آمریکا و ژان ماری گوستاو لوکلوزیو از فرانسه، به داوری فیلم‌های این بخش از جشنواره پرداخت.
سومین فیلم نیکی کریمی با نام سوت پایان در سال ۱۳۸۹ خورشیدی ساخته شد. این فیلم در جشنواره‌های جهانی موفق ظاهر شد و در جشنواره‌های بوسان کره جنوبی، دوربان آفریقای جنوبی، وزول فرانسه، سیدنی، دبی، کلکته، چنای هند، مانهایم آلمان، پراگ جمهوری چک به نمایش درآمد. این فیلم توانست جایزه اصلی جشنواره‌مان‌هایم آلمان و سه جایزه از جشنواره وزول فرانسه کسب کند.
وی در تله تئاتر خرده‌جنایت‌های زناشوهری برای نخستین بار در یک کار تلویزیونی حاضر شد.
در دومین مراسم تجلیل از سینماگران سلامت‌محور که فروردین ۱۳۹۱ در خانهٔ سلامت شهرداری منطقه ۷ تهران برگزار شد ضمن نمایش فیلم مستند داشتن یا نداشتن، از نیکی کریمی برای ساخت فیلمی با رویکردی هنری و اجتماعی دربارهٔ یکی از حوزه‌های مهم سلامت شهروندان، قدردانی شد. همچنین در این مراسم از کتاب گزارش عملکرد سینما سلامت توسط نیکی کریمی رونمایی شد.
در دومین جشنوارهٔ فیلم‌های فارسی‌زبان سیدنی که در شهریور ۱۳۹۲ برگزار شد از نیکی کریمی تقدیر شد. در این مراسم فیلم‌های چند روز بعد، سوت پایان و یک شب از ساخته‌های نیکی کریمی به نمایش درآمدند.
در بیستمین جشنوارهٔ بین‌المللی فیلم کلکته که در آبان ۱۳۹۳ در کلکته هند برگزار شد، کریمی داوری بخش بین‌الملل این جشنواره را بر عهده داشت. در مراسم بزرگداشتی که برای وی برگزار شد تعدادی از فیلم‌های منتخب نیکی کریمی اکران شدند. در سال ۱۳۹۳ وی برای کارگردانی فیلم شیفت شب، و بازی در فیلم‌های مرگ ماهی و چهارشنبه ۱۹ اردیبهشت جایزه ویژه هیئت داوران سی و سومین جشنوارهٔ فیلم فجر را دریافت کرد.

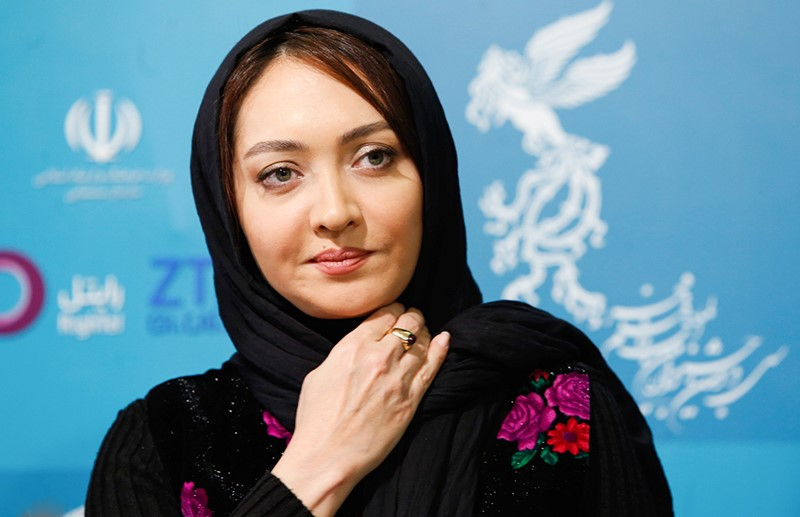
کریمی در سی و سومین جشنوارهٔ فیلم فجر

در سال ۱۳۹۸ او با فیلم آتابای پنجمین اثری که در مقام کارگردان در آن حضور داشت به سی و هشتمین جشنوارهٔ فیلم فجر آمد. این فیلم مورد تحسین بسیاری از منتقدان و مخاطبان قرار گرفت و علی‌رغم نظر مثبت منتقدان، این فیلم از جشنواره فجر جایزه‌ای دریافت نکرد و تنها در چند رشته از جمله بهترین فیلم و بهترین کارگردانی نامزد شد.

## عکاسی
نیکی کریمی همچنین در زمینهٔ عکاسی نیز فعالیت دارد. وی تاکنون چندین نمایشگاه عکس از کارهای خود برگزار کرده است. وی تاکنون سبک‌های مختلف عکاسی همچون پرتره و… را تجربه کرده ولی عکاسی از طبیعت در آثار او چشمگیرتر است.

## زندگی شخصی
اعضای خانواده نیکی کریمی در انگلستان زندگی می‌کنند و او بین تهران و لندن در رفت‌وآمد است.
کریمی در اواخر آذر ۱۴۰۱ به دنبال اعتراضات سراسری ۱۴۰۱ ایران در یک پست اینستاگرامی نوشت: «در این چند ماه خفقان و ارعاب نگو و ننویس و تلفن‌های ناشناس گلویم از فریادهای نزده، خواب‌هایم پر از بغض و اشک و ابهام از این برزخی ست که در آن تقلا می‌کنیم» و «فعلاً نمی‌شود، من نمی‌توانم … تمام کارهایم را کنسل کرده‌ام، قرادادهایم را فسخ کرده‌ام، چه برای بازی، چه برای ساخت».

## داوری

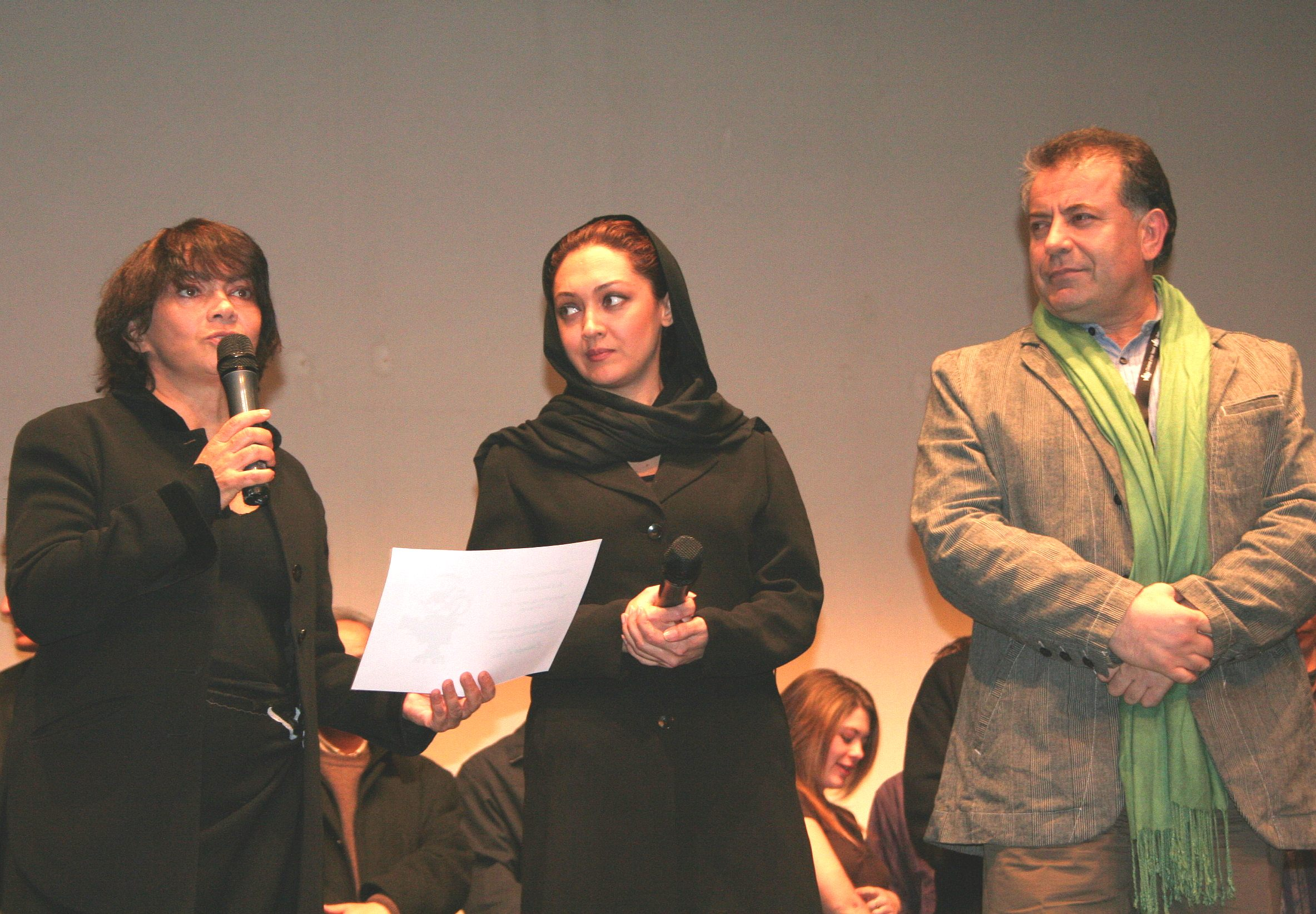
نیکی کریمی در هیئت داوری چهاردهمین دورهٔ جشنوارهٔ بین‌المللی فیلم‌های آسیایی در وزول، فرانسه (۱۳۸۶)

- بیست و یکمین جشنوارهٔ فیلم ترایبکا، آمریکا (۲۰۲۲)[۲۳][۲۴]
- یازدهمین جشنوارهٔ فیلم «جنایت و مکافات» استانبول (رئیس هیئت داوران)، ترکیه (۲۰۲۱)[۲۵]
- پنجاه و هفتمین جشنوارهٔ فیلم پرتقال طلایی آنتالیا، ترکیه (۲۰۲۱)[۲۶]
- دومین جشنوارهٔ بین‌المللی عکاسی «نگاه آبی»، تهران (۱۳۹۷)[۲۷]
- سی و پنجمین جشنوارهٔ بین‌المللی فیلم استانبول، ترکیه (۱۳۹۵)[۲۸]
- سی و چهارمین جشنوارهٔ فیلم فجر، بخش سودای سیمرغ، تهران (۱۳۹۴)[۲۹]
- نخستین جشنوارهٔ سراسری فیلم کوتاه موج، کیش (۱۳۹۴)[۳۰]
- شصتمین جشنوارهٔ فیلم «وایادولید» (سمینسی)، اسپانیا (۲۰۱۵)[۳۱]
- نوزدهمین جشنوارهٔ فیلم شب‌های سیاه تالین (رئیس هیئت داوران)، استونی (۲۰۱۵)[۳۲]
- دهمین دورهٔ جشنوارهٔ فیلم باتومی، گرجستان (۲۰۱۵)[۳۳]
- پنجمین جشنوارهٔ فیلم شهر، تهران (۱۳۹۴)[۳۴]
- بخش بین‌الملل سی‌وسومین جشنوارهٔ فیلم فجر، تهران (۱۳۹۴)[۳۵]
- بیستمین جشنوارهٔ فیلم کلکته، هند (۲۰۱۴)[۳۶]
- چهارمین جشنوارهٔ فیلم پروین اعتصامی، تهران (۱۳۹۳)[۳۷]
- پنجمین جشنوارهٔ فیلم ادینبورگ (رئیس هیئت داوران)، ادینبرو، اسکاتلند (۲۰۱۴)[۳۸]
- دوازدهمین جشنوارهٔ فیلم پونا، هند (۲۰۱۴)[۳۹]
- بیست و هفتمین جشنوارهٔ بین‌المللی فیلم کودکان و نوجوانان، اصفهان (۱۳۹۲)[۴۰]
- بیستمین جشنوارهٔ فیلم پراگ، جمهوری چک (۲۰۱۳)[۴۱]
- ششمین جشنوارهٔ فیلم ابوظبی (۲۰۱۲)[۴۲][۴۳]
- دهمین دورهٔ جشن تصویر سال، تهران (۱۳۹۱)[۴۴]
- چهل و هشتمین جشنوارهٔ فیلم پرتقال طلایی آنتالیا، ترکیه (۲۰۱۱)[۴۵]
- چهارمین جشنوارهٔ فیلم شهر، تهران (۱۳۹۰)[۴۶]
- چهل و چهارمین جشنوارهٔ فیلم کارلووی واری، جمهوری چک (۲۰۰۹)[۴۷]
- چهارمین دورهٔ جایزهٔ ادبی والس (۱۳۸۷)[۴۸]
- پنجمین جشنوارهٔ فیلم دبی (۲۰۰۸)[۴۹]
- سی و نهمین جشنوارهٔ فیلم هند، گوا (۲۰۰۸)[۵۰]
- چهاردهمین دورهٔ جشنوارهٔ فیلم‌های آسیایی در وزول، فرانسه (۲۰۰۸)[۵۱]
- بخش فیلم کوتاه شصتمین جشنوارهٔ فیلم کن، فرانسه (۲۰۰۷)[۵۲]
- پنجاه و هفتمین دورهٔ جشنوارهٔ فیلم برلین (۲۰۰۷)[۵۳]
- بیست و هشتمین جشنوارهٔ بین‌المللی فیلم دوربان، آفریقای جنوبی (۲۰۰۷)[۵۴]
- هفتمین جشنوارهٔ بین‌المللی فیلم‌های کوتاه ازمیر، ترکیه (۲۰۰۶)[۵۵]
- سومین جشنوارهٔ بین‌المللی فیلم ریکیاویک (رئیس هیئت داوران)، ایسلند (۲۰۰۶)[۵۶]
- پنجاه و هشتمین جشنوارهٔ فیلم لوکارنو، سوئیس (۲۰۰۶)[۵۷]
- جشنوارهٔ فیلم دهلی، هند (۲۰۰۶)[۵۸]
- جشنوارهٔ بین‌المللی فیلم دمشق (۲۰۰۴)[۵۸][۵۹]
- جشنوارهٔ فیلم رن، فرانسه (۲۰۰۳)[۵۸]
- نخستین جشنوارهٔ بین‌المللی فیلم نفت (۱۳۸۲)[۶۰]
- چهل و سومین جشنوارهٔ بین‌المللی فیلم تسالونیکی، یونان (۲۰۰۲)[۶۱]

## جوایز و افتخارات

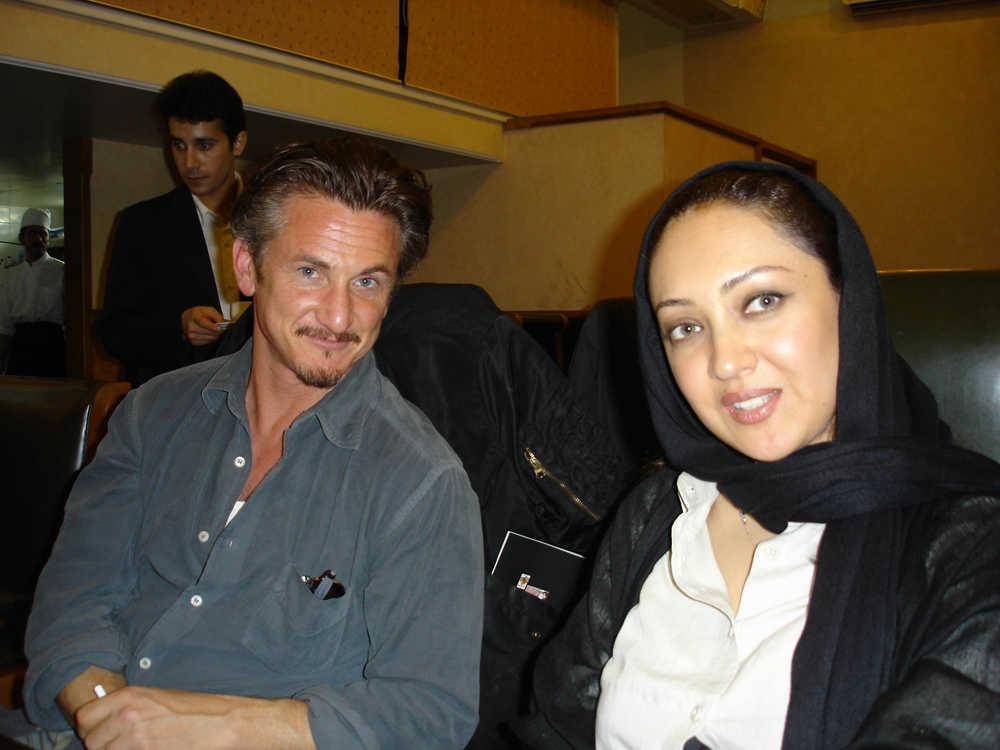
نیکی کریمی به همراه شان پن